# Narella cristata
Narella cristata is een zachte koraalsoort uit de familie Primnoidae. De koraalsoort komt uit het geslacht Narella. Narella cristata werd in 2007 voor het eerst wetenschappelijk beschreven door Cairns & Baco. 